# 에두아르도 드 필리포

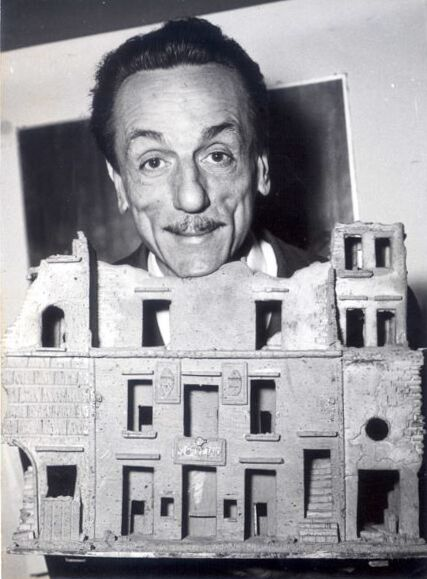

에두아르도 드 필리포(Eduardo de Filippo, 1900년 5월 24일 ∼ 1984년 10월 31일)는 20세기 이탈리아 연극을 대표하는 극작가, 연출가이며 네오리얼리즘이 풍미하던 이탈리아 영화의 뛰어난 배우이다. 흔히 ‘이탈리아의 몰리에르’라고 불린다.
1930년 동생 남매와 함께 극단을 창단해 1945년까지 자신이 쓴 희곡들을 주로 공연했다. 그는 세상을 떠나기 직전까지 무대와 영화를 가리지 않고 연기하는 전천후 배우였으며 끊임없이 희곡 창작의 열정을 불태우는 작가이자 연출가였다. 무엇보다 그를 기억하는 사람들의 가슴엔 평생 비범한 배우로 활동한 그의 모습이 남아 있다. 배우로서 명성이 그의 뛰어난 작가적 역량을 넘어선 적도 있지만, 그는 작품을 통해 ‘에두아르도가 아닌 다른 사람이 연기하기 힘들다’고 생각될 자신의 분신들을 창조했다. 드 필리포는 시적 상상력이 넘치는 나폴리 방언과 표준 이탈리아어를 작품에 따라 또는 극적 상황에 따라 자유자재로 구사한다. 이 두 언어가 한 작품에 혼합되면 희극적 기지 속에 오묘한 비극성이 녹아드는 극적 효과를 유발한다. 작가는 소품부터 거작에 이르기까지 현대 사회를 세밀하게 해부하고 수많은 인물들의 초상을 그려 냄으로써 사회적 불평등과 현실의 참담함을 집요하게 밝혀내며 이탈리아 희극의 새로운 경지를 이룩했다.